# Shore Acres (film fra 1920)
 For alternative betydninger, se Shore Acres. (Se også artikler, som begynder med Shore Acres)
Shore Acres er en amerikansk stumfilm fra 1920 af Rex Ingram.

## Medvirkende
- Alice Lake som Helen Berry
- Robert D. Walker som Sam Warren
- Edward Connelly som Nat Berry
- Frank Brownlee som Martin Berry
- Joseph Kilgour som Josiah Blake
- Margaret McWade som Ann Berry
- Nancy Caswell som Milly Berry
- Franklyn Garland som Ben
- Burwell Hamrick
- Richard Headrick som Richard Berry
- Carol Jackson som Carol Berry
- John P. Morse som Tom
- Mary Beaton